# فرودگاه وایت کلاود (میشیگان)
فرودگاه وایت کلاود (میشیگان)  (به انگلیسی: White Cloud Airport (Michigan))  یک فرودگاه همگانی   است که یک باند فرود آسفالت دارد و طول باند آن ۸۸۹ متر است. این فرودگاه در  کشور ایالات متحده آمریکا قرار دارد و در ارتفاع ۲۷۹ متری از سطح دریا واقع شده است.